# 罗什富尔沙
罗什富尔沙（法語：Rochefourchat，法語發音：[ʁɔʃfuʁʃa]）是法国德龙省的一个市镇，位于该省中部偏东，属于迪镇区。

## 地理
罗什富尔沙（44°35'55"N, 5°14'50"E）面积12.74 平方千米，位于法国奥弗涅-罗讷-阿尔卑斯大区德龙省，该省份为法国东南部内陆省份，北起顺时针与伊泽尔省、上阿尔卑斯省、上普罗旺斯阿尔卑斯省、沃克吕兹省和阿尔代什省接壤。
与罗什富尔沙接壤的市镇（或旧市镇、城区）包括：普拉代勒、拉绍迪耶尔、圣纳泽尔勒代塞尔、莱托尼勒。

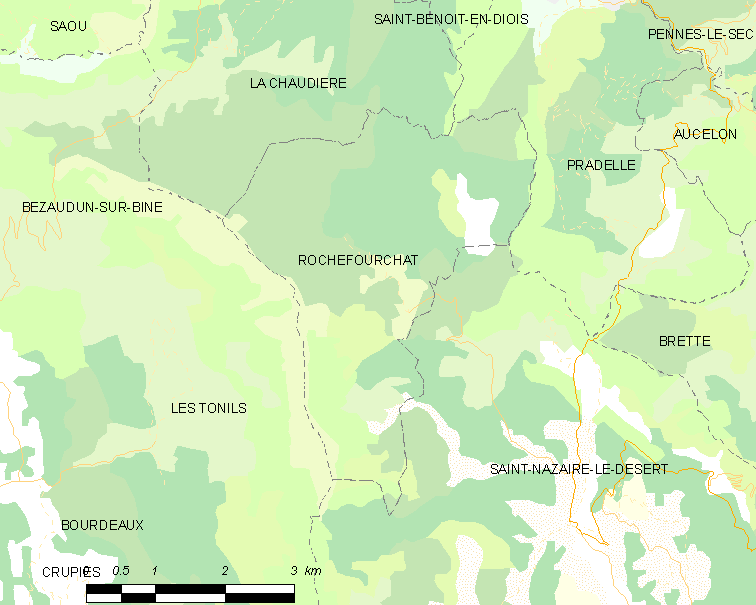
罗什富尔沙的OSM定位图

罗什富尔沙的时区为UTC+01:00、UTC+02:00（夏令时）。

## 行政
罗什富尔沙的邮政编码为26340，INSEE市镇编码为26274。

## 政治
罗什富尔沙所属的省级选区为迪瓦县。

## 人口

1962-2008年间罗什富尔沙人口变化图示

罗什富尔沙于2022年1月1日时的人口数量为2人。